# Siebe Gorman Salvus

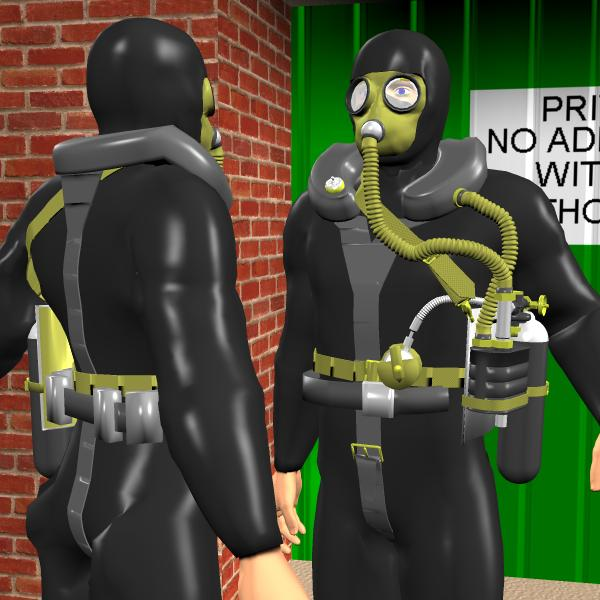
Компьютерная модель Siebe Gorman Salvus

Siebe Gorman Salvus — лёгкий кислородный ребризер для промышленного использования (например, при тушении пожаров, спасательных операциях в угольных шахтах и др.) или для дайвинга. Продолжительность работы аппарата составляет 30-40 минут. Salvus был довольно распространён в Великобритании во время Второй мировой войны и долгое время после неё.
Подводный Salvus очень компактный и может быть использован в тех местах, куда водолаз с большим дыхательным аппаратом может не пробраться, например внутрь кабины затонувшего воздушного судна. Это устройство было разработано компанией Siebe Gorman в Лондоне в начале 1900-х.

## Описание
Существовало два типа таких аппаратов. Один из них воротникового типа с одной дыхательной трубкой, а другой для наземных работ, у которого дыхательных мешок с кислородным баллоном и абсорбирующей канистрой крепились к левому бедру владельца. Канистра была в металлической упаковке, с прослойкой ткани на прилегающей стороне, чтобы обезопасить костюм владельца от повреждений. Канистра с абсорбентом и кислородный баллон крепились к бедру с помощью ремня и могли быть отстёгнуты. В Salvus не применялись пластиковые материалы.
В маске отсутствовал запорный клапан. Маска была оборудована простым фильтром, не позволяющим проникать мусору внутрь маски, однако он был водопроницаемым. Маска вместе с трубкой могла быть заменена на мундштук с носовым клипсом. В комплект к аппарату с мундштуком также входили промышленные защитные очки.

## История

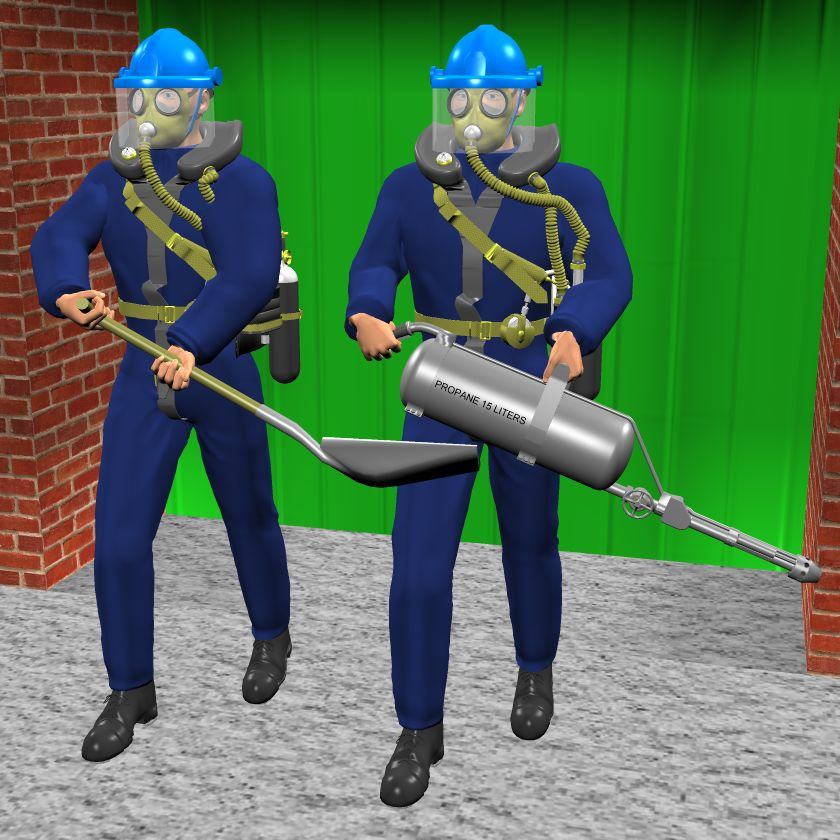
Два рабочих с Salvus-ребризерами для очистки здания после фумигации.

Ранние версии Salvus были предназначены только для использования в неблагоприятных условиях, таких как дыхание в подземных шахтах и других закрытых помещениях с высокой концентрацией вредных газов.
Во время Первой мировой войны Salvus начали использовать пулеметчики на Западном фронте (1915) в качестве временной защиты против вражеского газового оружия. Модель Salvus Mk.VI использовалась британскими войсками. Mk. VI также использовалась в Национальной Противопожарной Службе.
Оставшиеся после войны экземпляры Salvus были очень популярны в спортивном дайвинге в Британии и Австралии в 1950-х до изобретения акваланга.
7-9 сентября 1950 года на одной из шотландских шахт 115 шахтёров смогли выбраться на поверхность из заполненного газом пространства, используя аппараты Salvus.